# Arta Dade
Arta Dade, född den 15 mars 1953 i Tirana i Albanien, är en albansk politiker. Hon var under 20 års tid, mellan 1997 och 2017, ledamot av Albaniens parlament. 
Hon studerade engelska vid Tiranas universitet och undervisade i engelska åren 1975–1997. Hon blev 1991 medlem i Albaniens socialistparti och spelade en viktig roll under de oroliga omständigheterna 1997. Åren 1997–1998 var hon minister för kultur, ungdom och sport och från och med 2002 tjänstgjorde hon som landets utrikesminister.